# Freie pädagogische Blätter
Die Freien Pädagogischen Blätter waren eine österreichische Zeitung, die zwischen 1867 und 1895 in Wien erschien. Sie kam wöchentlich im Verlag A. Pichlers Witwe heraus. Redakteure waren F. Christ, D. Deinhard, Chr. Gläsel, G. Blocha.